# 八神製作所
株式会社八神製作所（やがみせいさくしょ、英: YAGAMI Co., LTD.）は、愛知県名古屋市中区に本社を置く医療機器専門商社。

## 概要
1871年（明治4年）8月に創業。主な事業は医療機器や医療材料、医療設備の販売およびレンタルと医療機器の保守・修理、トレーニングマシンやメディカルチェック機器および測定機器の販売、福祉用具の販売およびレンタルである。福祉用具の販売・レンタルについては、福祉用具のデパート「ヤガミホームヘルスセンター」を愛知・岐阜・三重・静岡と神奈川に計9店舗展開している。
2011年（平成23年）1月1日に持株会社制に移行した。

## 沿革
- 1871年（明治4年）8月 - 初代八神幸助が名古屋県京町にて八神商店として創業[3]。
- 1945年（昭和20年）7月 - 有限会社八神製作所を設立[3]。
- 1980年（昭和55年）5月 - 株式会社に組織変更[3]。
- 1997年（平成9年）1月 - 株式会社高山弘済堂と合併。同年8月、犬飼医療器株式会社と資本・業務提携を締結[3]。
- 2001年（平成13年）8月 - 株式会社フジイカと合併[3]。
- 2002年（平成14年）7月 - 株式会社星医科器械店より東京都における営業譲受[3]。
- 2004年（平成16年）12月 - 名張医科産業株式会社の全株式を取得し子会社化。同月、ISO 9001およびISO 13485認証を取得[3]。
- 2007年（平成19年）1月 - 名張医科産業株式会社と合併[3]。
- 2009年（平成21年）8月 - 有限会社いわしや盛田器械店の全株式を取得し子会社化[3]。
- 2010年（平成22年）
  - 1月 - 株式会社星医科器械店と合併[3]。
  - 8月 - バリオッソ株式会社に資本参加[3]。
- 2011年（平成23年）1月 - 持株会社制へ移行し、セイエイ・エル・サンテ ホールディング株式会社の傘下となる[3]。
- 2013年（平成25年）5月 - 株式会社ジェイテックの全株式を取得し子会社化[3][4]。
- 2015年（平成27年）
  - 2月 - 東和医科機器株式会社（現・八神・東和神奈川県営業部）と合併[3][5]。
  - 3月1日 - 株式会社ウエル・カムサポートセンターの全株式を取得し子会社化[3][6]。

## 創業者一族
初代の八神幸助は、愛知県平民・八神三津右衛門の次男として嘉永5年（1852年）に生まれる。明治11年（1878年）に独立して医療機器商を営み屋号を「井筒幸」と称す。長女・きしの夫として同県平民の坂巻竹三郎（1870年生）を迎えて養嫡子とし、二代目八神幸助を継がせ、さらにその長男・浅治郎（1901年生）が昭和5年（1930年）に3代目八神幸助を継ぐ。昭和45年（1970年）に八神良三（歌手八神純子の父）が4代目代表取締役に就任。
また、初代幸助の長男・八神幸七（幸次郎、1877年生）は、初代幸助の妹すま（1858年生）の嫁ぎ先である薬種商「井筒屋」（のち中北薬品）の中北善七（5代目中北伊助、1847年生）の養子となり、明治41年（1908年）に養家の家督を継いで6代目中北伊助となる。すまと5代目中北伊助の長女・ゆき（1902年生）は、3代目八神幸助（浅治郎）と結婚。八神家、中北家は親戚であり、ともに明治時代に薬種商問屋街だった京町 (名古屋市)の隣人で高額納税者だった。

## 事業所
- 本社（愛知県名古屋市中区）
- 分室（愛知県名古屋市名東区）
- 東海商品管理センター・東海SCMセンター（愛知県名古屋市南区）
- 関東商品管理センター・関東SCMセンター（東京都港区）

## 関連会社
| - 西日本メディカルリンク株式会社 - 有限会社いわしや盛田器械店 - 株式会社伸和 - 中日本メディカルリンク株式会社 - 豊前医化株式会社 - グリーンライン中京株式会社 | - 株式会社ジェネラス - 株式会社ジェイテック - 株式会社ウエル・カムサポートセンター - SHINWA MEDICAL, U.S.A - セイエイ・エル・サンテ ホールディング株式会社 |